# بوت (استان اوپوله)
بوت (به لهستانی: But) یک منطقهٔ مسکونی در لهستان است که در گمینا گووگووک واقع شده‌است.